# Pääsaari (ö i Mellersta Finland, Joutsa, lat 61,64, long 26,13)
Pääsaari är en ö i Finland. Den ligger i sjön Jääsjärvi och i kommunen Joutsa i den ekonomiska regionen  Joutsa ekonomiska region  och landskapet Mellersta Finland, i den södra delen av landet, 180 km norr om huvudstaden Helsingfors. Öns area är 0,2 hektar och dess största längd är 60 meter i sydöst-nordvästlig riktning.